# غضوف
غَضُوف (الاسم العلمي: Saccopteryx)، جنس خفافيش من فصيلة الرماسيات تعيش في أمريكا الوسطى والجنوبية. الأنواع الموجودة في هذا الجنس هي:
- خفاش كيسي الأجنة الأنتيوكي Saccopteryx antioquensis
- خفاش كيسي الأجنحة الكبير Saccopteryx bilineata
- خفاش كيسي الأجنحة المتجلد Saccopteryx canescens
- خفاش كيسي الأجنحة الأمازوني Saccopteryx gymnura
- خفاش كيسي الأجنحة الأصغر Saccopteryx leptura